# Diocesi di Cruz das Almas
La diocesi di Cruz das Almas (in latino Dioecesis Crucis Animarum) è una sede della Chiesa cattolica in Brasile suffraganea dell'arcidiocesi di San Salvador di Bahia. Nel 2021 contava 202.500 battezzati su 329.580 abitanti. È retta dal vescovo Antônio Tourinho Neto.

## Territorio
La diocesi comprende 10 comuni nella parte orientale dello stato brasiliano di Bahia: Cruz das Almas, Cabaceiras do Paraguaçu, Cachoeira, Governador Mangabeira, Maragogipe, Muritiba, Santo Amaro, São Félix, Sapeaçu e Saubara.
Sede vescovile è la città di Cruz das Almas, dove si trova la cattedrale di Nostra Signora del Buon Successo (Nossa Senhora do Bom Sucesso).
Il territorio si estende su 2.409 km² ed è suddiviso in 17 parrocchie.

## Storia
La diocesi è stata eretta il 22 novembre 2017 con la bolla Ut crescat di papa Francesco, ricavandone il territorio dall'arcidiocesi di San Salvador di Bahia.

## Cronotassi dei vescovi
Si omettono i periodi di sede vacante non superiori ai 2 anni o non storicamente accertati.
- Antônio Tourinho Neto, dal 22 novembre 2017

## Statistiche
La diocesi nel 2021 su una popolazione di 329.580 persone contava 202.500 battezzati, corrispondenti al 61,4% del totale.
| anno | popolazione | popolazione | popolazione | presbiteri | presbiteri | presbiteri | presbiteri                | diaconi | religiosi | religiosi | parrocchie |
| anno | battezzati  | totale      | %           | numero     | secolari   | regolari   | battezzati per presbitero | diaconi | uomini    | donne     | parrocchie |
| ---- | ----------- | ----------- | ----------- | ---------- | ---------- | ---------- | ------------------------- | ------- | --------- | --------- | ---------- |
| 2017 | 191.228     | 324.392     | 58,9        | 19         | 19         |            | 10.065                    | 7       |           | 18        | 16         |
| 2019 | 191.300     | 324.392     | 59,0        | 22         | 21         | 1          | 8.695                     | 9       | 2         | 18        | 17         |
| 2021 | 202.500     | 329.580     | 61,4        | 22         | 20         | 2          | 9.204                     | 21      | 2         | 25        | 17         |